# Anisodes dewitzi
Anisodes dewitzi là một loài bướm đêm trong họ Geometridae.